# 其士科技
其士科技控股有限公司，簡稱其士科技控股，以及其士科技（英語：Chevalier iTech Holdings Limited，港交所除牌時0508.HK），在1989年5月22日，由其士（商業系統）集團有限公司在安排百慕達註冊成立控股公司，現時業務為資訊科技、買賣設備器材等相關業務。
而前身為「其士（商業系統）國際有限公司」，也是其士國際集團有限公司旗下。
而在1996年，因為在1993年參與內幕交易，而被香港證監會，以及內幕交易審裁處檢控。
2005年4月，當時的其士科技以2.05億港元向怡和集團收購太平洋咖啡，並於2007年5月更名「其士泛亞」，其業務重心由科技改為飲食及旅遊，將旗下科技相關業務轉回其士國際集團。
到了2007年5月4日，更名為其士泛亞控股有限公司；之後在2012年2月8日，更名為鼎億集團投資有限公司。

## 連結
- Chevalier.com （页面存档备份，存于）